# 乔奈
乔奈是印度阿萨姆邦德马吉县下属的一个乡级行政区 （sub-division）。位于德马吉县的最东端，紧靠阿鲁纳恰尔邦（中国称藏南地区）东桑朗县，距东桑朗县县治所在地巴昔卡仅42.5km,距阿萨姆邦首府第斯普尔  554 km,辖区面积1111.81 km2。区政府所在地的地理坐标为 95.160 E and 27.770 N。乔奈区由1个穆尔贡塞莱格部落发展社区、1个乔奈纳税人社区（ Jonai Revenue Circle）和15个岗潘查雅特（ Gaon Panchayat；自治村）组成。根据2001年人口普查，乔奈区的人口为143,199人，识字率为 48.78% ，高于印度全国平均水平。
印度最东端的铁路目前到乔奈为止（穆尔贡塞莱格火车站），印度国道NH52从此经过。印度的朗格亚-莫孔瑟勒克米轨改宽轨工程2014年竣工，乔奈与印度半岛的铁路交通从此畅通无阻。
乔奈的人口主要是米星人（ Mising）,该人群属于阿萨姆邦的第二大少数民族（第一大少数民族为波多人）。乔奈也是雅鲁藏布江与察隅河的交会之地，布拉马普特拉河在此形成。